# Hvalfjarðarsveit
Hvalfjarðarsveit est une municipalité située sur la côte ouest de l'Islande.

## Démographie
Évolution de la population :
2011: 617
2022: 687 